# Regreso a casa (El Pantera)
Regreso a Casa es el primer episodio de la serie de televisión mexicana El Pantera el cual fue estrenado por Canal 5 el 14 de mayo de 2007, esta es parte de las nuevas series originales producidas en México por Televisa, al bloque se le ha dado a conocer como Series originales: Hecho en casa.

## Resumen
Después de haber vivido en la cárcel por  cuatro años, el Pantera necesita readaptarse al mundo exterior, pero no será fácil; la vida, como él la conoció, ya no existe.
Su edificio ha sido invadido por malhechores del bajo mundo que utilizan la violencia para aterrar a los arrendatarios.
El Pantera no sólo debe recuperar su edificio y regresar la tranquilidad a los que lo habitan sino que también tendrá que obedecer las órdenes de su nuevo jefe, el General Ayala, para poder permanecer en libertad.

## Elenco
- Luis R. Guzmán... Gervasio Robles 'El Pantera'
- Ignacio López Tarso... General Porfirio Ayala
- Alicia Machado... Diana Rodríguez
- Raúl Padilla... Tomás Máiz 'El Gorda con Chile'
- Vanessa Terkes... Lola
- Miguel Pizarro... El Curro
- Jessica Mas... Ángeles
- Gerardo Taracena... El Mandril
- Javier Escobar... Tereso
- Vanessa Mateo... Lolet
- Cristina Bernal... Lolet
- Fernanda López... Lolet
- María Rocío García... Lolet
- Opi Domínguez... Artemisa